# Leucobrephos middendorfii
Leucobrephos middendorfii é uma espécie de inseto lepidóptero pertencente à família dos geometrídeos. Esta espécie foi descrita primeiramente em 1858 por Édouard Ménétries. Pode ser encontrada desde norte da Rússia asiática, sendo encontrada principalmente na Sibéria, e na Mongólia, ambos localizados na área de influência da antiga União Soviética. Habita as florestas temperadas e as florestas de coníferas pelo Hemisfério Norte.

## Descrição
Os machos possuem envergadura entre os 25—28 milímetros de comprimento, enquanto as fêmeas de 24—25 milímetros. As suas asas são de cor cinzenta e escura, com a asa posterior sendo esbranquiçada. Asas anteriores possuem linhas ante e pós-mediais pretas, com esta última apresentando formato em zigue-zague. Apresenta olhos pequenos e alongados verticalmente afinando ventralmente. Possui palpos longos e cabeça densamente cobertos por escamas peludas. Possui antenas curtamente bipectinadas no macho e filiformes na fêmea, cada flagelômero com escamas brancas e flagelos pretos, aparentando ser ligeiramente lameladas.

## Subespécies
- Leucobrephos middendorfii middendorfii (Ménétries, 1858)
- Leucobrephos middendorfii nivea (Kozhanchikov, 1924)
- Leucobrephos middendorfii ussuriensis Beljaev & Vasilenko, 2002